# Imata Kabua
Imata Kabua, né le 20 mai 1943 et mort le 17 septembre 2019, est un homme politique marshallais. Il est président de la république des Îles Marshall de 1997 à 2000.

## Biographie
Imata Kabua est le cousin d'Amata Kabua, premier président de la République entre 1979 et 1996. À la mort de ce dernier, il lui succède comme chef suprême (Iroijlaplap) de Kwajalein. Le 13 janvier 1997, il est élu par le Parlement comme deuxième président de la République et est investi le lendemain. Il demeure en fonction jusqu'au 10 janvier 2000, date à laquelle lui succède Kessai Note.